# Работа, тоест последната сива клетка
„Работа, тоест последната сива клетка“ (на полски: Job, czyli ostatnia szara komórka) e полска кинокомедия от 2006 година на режисьора Конрад Неволски.

## Сюжет
Филмът е колекция от много популярните вицове, както и историята на трима приятели: Ади, Пеле, Хемик.

## Актьорски състав
- Томаш Борковски – Ади
- Анджей Анджеевски – Пеле
- Борис Шиц – Хемик
- Агнешка Влодарчик – Каролина
- Елжбета Ярошик – Гожинска
- Александер Миколайчак – кинокритик
- Йежи Шейбал – унгарски посланик
- Павел Новиш – шофиране инструктор
- Мирослав Ковалчик – учител по физическо възпитание
- Катажина Баргеловска – Вожнякова